# Monochamus gravidus
Monochamus gravidus es una especie de escarabajo longicornio del género Monochamus, familia Cerambycidae. Fue descrita científicamente por Pascoe en 1858.
Esta especie se encuentra en China, Malasia e isla de Borneo.